# (1019) Strackea
(1019) Strackea est un astéroïde de la ceinture principale découvert le 3 mars 1924 par l'astronome allemand Karl Reinmuth. Il fut nommé en honneur de Gustav Stracke.

Sa désignation provisoire était 1924 QN.